# Berjaya Times Square

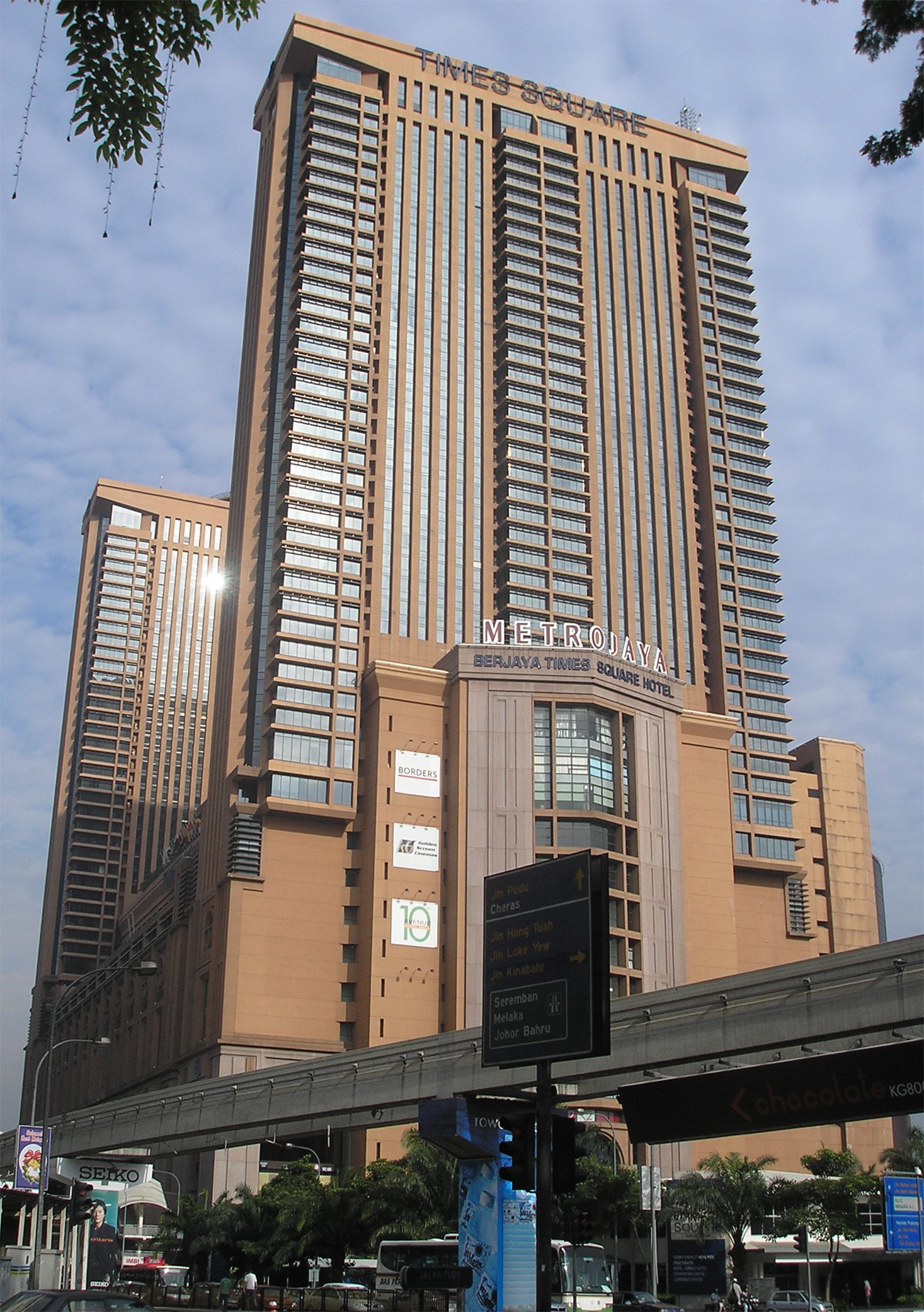

Berjaya Times Square KL – dwie wieże kompleksu zawierającego centrum handlowe oraz dwa pięciogwiazdkowe hotele położonego w Kuala Lumpur w Malezji. Został otwarty w październiku 2003 przez ówczesnego premiera Malezji, YAB Datuk Seri Dr Mahathir bin Mohamad. Obie wieże mają 203 metry (666 stóp) wysokości, i 48 pięter.
Jest uważany za „największy światowy budynek kiedykolwiek zbudowany w jednym etapie”, z 7,5 miliona metrów kwadratowych (700000 m²) zabudowanych na powierzchni. Oferuje zakupy, zakwaterowanie, biznes, jedzenie i rozrywkę.